# Bruno Ramann
Bruno Ramann   (Erfurt, 17 d'abril de 1832 - Dresden, 13 de març de 1897) fou un poeta i compositor alemany.
Estudià en el Conservatori de Leipzig i després s'establí a Dresden, on adquirí gran reputació com a professor de cant. Publicà composicions per a piano, estudis, lieder, cors, etc., així com drames i col·leccions de poesies. Era cosí germà de la professora de música i escriptora Lina Ramann (1833-1912).